# Phân phối thuốc
Phân phối thuốc là quá trình mà mọi người được tiếp cận với thuốc.

## Hậu cần
Phân phối thuốc có cân nhắc an toàn đặc biệt.
Một số loại thuốc yêu cầu quản lý chuỗi lạnh trong phân phối của họ.
Ngành công nghiệp sử dụng công nghệ theo dõi và theo dõi mặc dù thời gian thực hiện và thông tin cần thiết trong luật và tiêu chuẩn quốc gia địa phương. 

## Quy định
Bởi vì các chính phủ quy định quyền truy cập vào thuốc, chính phủ kiểm soát phân phối thuốc và chuỗi cung ứng thuốc nhiều hơn là trao đổi hàng hóa khác.  Phân phối bắt đầu với các ngành công nghiệp dược phẩm sản xuất thuốc.  Từ đó, các trung gian trong khu vực công, khu vực tư nhân và các tổ chức phi chính phủ mua thuốc để cung cấp cho các trung gian khác.  Cuối cùng, các loại thuốc tiếp cận các lớp người tiêu dùng khác nhau sử dụng chúng.
Thực hành phân phối tốt (GDP) là một hệ thống bảo hành chất lượng, bao gồm các yêu cầu mua, nhận, lưu trữ và xuất khẩu thuốc dành cho tiêu dùng của con người.  Nó quy định việc phân chia và di chuyển các sản phẩm dược phẩm từ cơ sở của nhà sản xuất dược phẩm hoặc điểm trung tâm khác đến người dùng cuối hoặc đến điểm trung gian bằng các phương thức vận chuyển khác nhau, thông qua các cơ sở lưu trữ và/hoặc y tế khác nhau.

### Argentina
Năm 2011, Argentina đã giới thiệu một danh mục thuốc được bảo hiểm nhưng chương trình truy xuất nguồn gốc thuốc quốc gia, liệt kê hơn 3.000 loại thuốc yêu cầu đặt số sê-ri duy nhất và các đặc điểm giả mạo trên bao bì thứ cấp.  Các loại thuốc được liệt kê được ghi lại trong thời gian thực trong cơ sở dữ liệu trung tâm do Cơ quan Quản lý Thuốc, Thực phẩm, Thiết bị Y tế của Argentina (ANMAT), Quy định 3683, sử dụng Số Vị trí Toàn cầu (GLN) để xác định các tác nhân khác nhau trong chuỗi cung ứng.  Mục đích của chương trình này là chủ động hạn chế sử dụng ma túy bất hợp pháp.

### Brazil
Luật Liên bang Brazil 11.903 và các quy định tiếp theo của Cơ quan giám sát vệ sinh quốc gia ở Brazil (ANVISA) yêu cầu mã ma trận dữ liệu 2D được đưa vào tất cả các bao bì thứ cấp.  Theo các quy định này, các nhà sản xuất sẽ được yêu cầu duy trì cơ sở dữ liệu của tất cả các giao dịch từ sản xuất đến pha chế, trong khi các nhà phân phối phải báo cáo dữ liệu giao dịch nối tiếp cho nhà sản xuất và giữ cơ sở dữ liệu của nhà cung cấp, người nhận thuốc và công ty đóng gói.
Phần tử dữ liệu - Số quốc gia, Ngày hết hạn, Số lô / Số lô, Số sê-ri 

### Trung Quốc
Năm 2008, Cơ quan Quản lý Thực phẩm và Dược phẩm Nhà nước Trung Quốc (CFDA) đã bắt buộc tuần tự hóa đối với hơn 275 lớp trị liệu của các đơn vị sản phẩm có thể bán được vào tháng 12 năm 2015.  CFDA không tuân theo một tiêu chuẩn quốc tế.  Các nhà sản xuất chỉ có thể đăng ký sản phẩm của mình và lấy số sê-ri bằng cách đăng ký vào Hệ thống theo dõi, xác thực và nhận dạng sản phẩm Trung Quốc (PIATS).  Họ cũng phải thực hiện một hệ thống kiểm soát chất lượng với hệ thống giám sát thuốc điện tử, hệ thống tài liệu được tiêu chuẩn hóa và mã vạch để đảm bảo truy xuất nguồn gốc dược phẩm.  Các công ty nhập khẩu thuốc vào Trung Quốc phải chỉ định một công ty dược phẩm hoặc nhà bán buôn địa phương làm đại lý giám sát điện tử của họ ở trong nước.  Ngoài các cải cách lập pháp, Trung Quốc đã tăng cường các nỗ lực thực thi ở cấp tỉnh và địa phương.  Năm 2013, chính phủ Trung Quốc đã phối hợp các chiến dịch thực thi đặc biệt chung nhắm vào thuốc giả..  Quy định của Trung Quốc hiện đang bị trì hoãn.

### Châu Âu
Ở Châu Âu GDP dựa trên Chỉ thị của Ủy ban (EU) 2017/1572 ngày 15 tháng 9 năm 2017 bổ sung Chỉ thị 2001/83 / EC của Nghị viện Châu Âu và của Hội đồng liên quan đến các nguyên tắc và hướng dẫn thực hành sản xuất tốt cho các sản phẩm thuốc cho con người.
Năm 2016, Cơ quan Dược phẩm Châu Âu đã thông qua Chỉ thị Thuốc giả (FMD), yêu cầu tất cả các sản phẩm dược phẩm được bán ở EU phải có các tính năng an toàn bắt buộc.  Chỉ thị này dự kiến sẽ ra mắt trong quý đầu tiên của năm 2019.  Đến ngày 9 tháng 2 năm 2019, tất cả các công ty dược phẩm sẽ được yêu cầu kết nối các hệ thống nội bộ của họ với kho lưu trữ dữ liệu của EU, nơi chứa dữ liệu chính của sản phẩm và thông tin lô.  Điều này sẽ cho phép dược sĩ và người tiêu dùng xác thực thuốc của họ.

### Hoa Kỳ
Ở Mỹ, GMP dựa trên Bộ quy tắc liên bang 21 CFR 210/211 và USP 1079.
Đạo luật An ninh Chuỗi và Cung ứng Thuốc (DQSA) của Hoa Kỳ, đã được Quốc hội ban hành vào ngày 26 tháng 11 năm 2013 và đưa ra các yêu cầu để xây dựng các hệ thống điện tử xác định và theo dõi thuốc theo toa được phân phối tại Hoa Kỳ.  Đến ngày 27 tháng 11 năm 2023, khả năng theo dõi và theo dõi điện tử đầy đủ sẽ được yêu cầu cho tất cả các đối tác trong chuỗi cung ứng.

## Thuốc bất hợp pháp
Một giao dịch ma túy bất hợp pháp hoạt động để phân phối thuốc bất hợp pháp.  Việc buôn bán ma túy bất hợp pháp chồng chéo với buôn bán hàng lậu các loại.  Phân phối thuốc bất hợp pháp không trùng lặp theo cách rõ ràng với việc buôn bán hợp pháp các loại thuốc hợp pháp.

## Bộ sưu tập

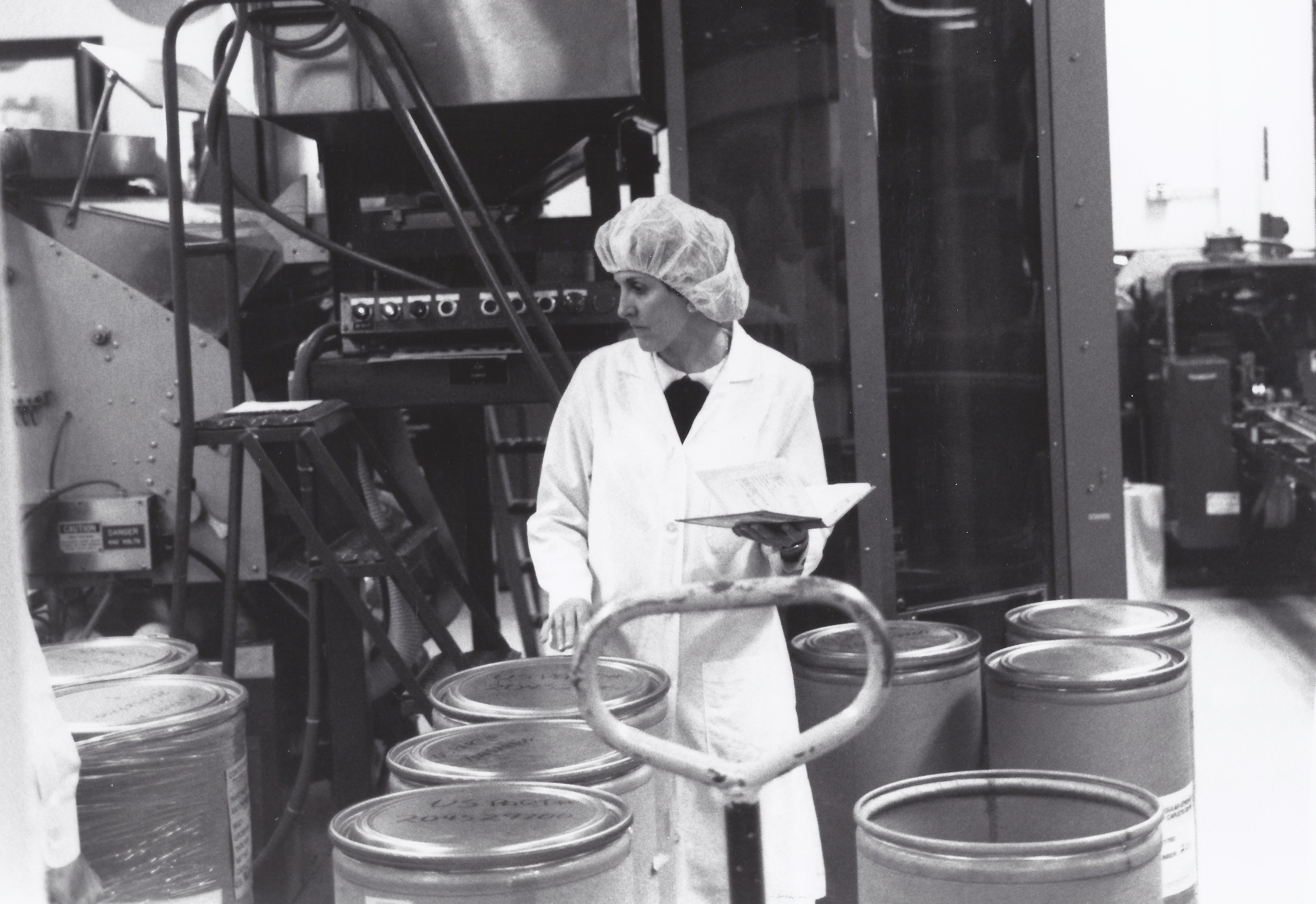
Thuốc số lượng lớn trong trống sợi
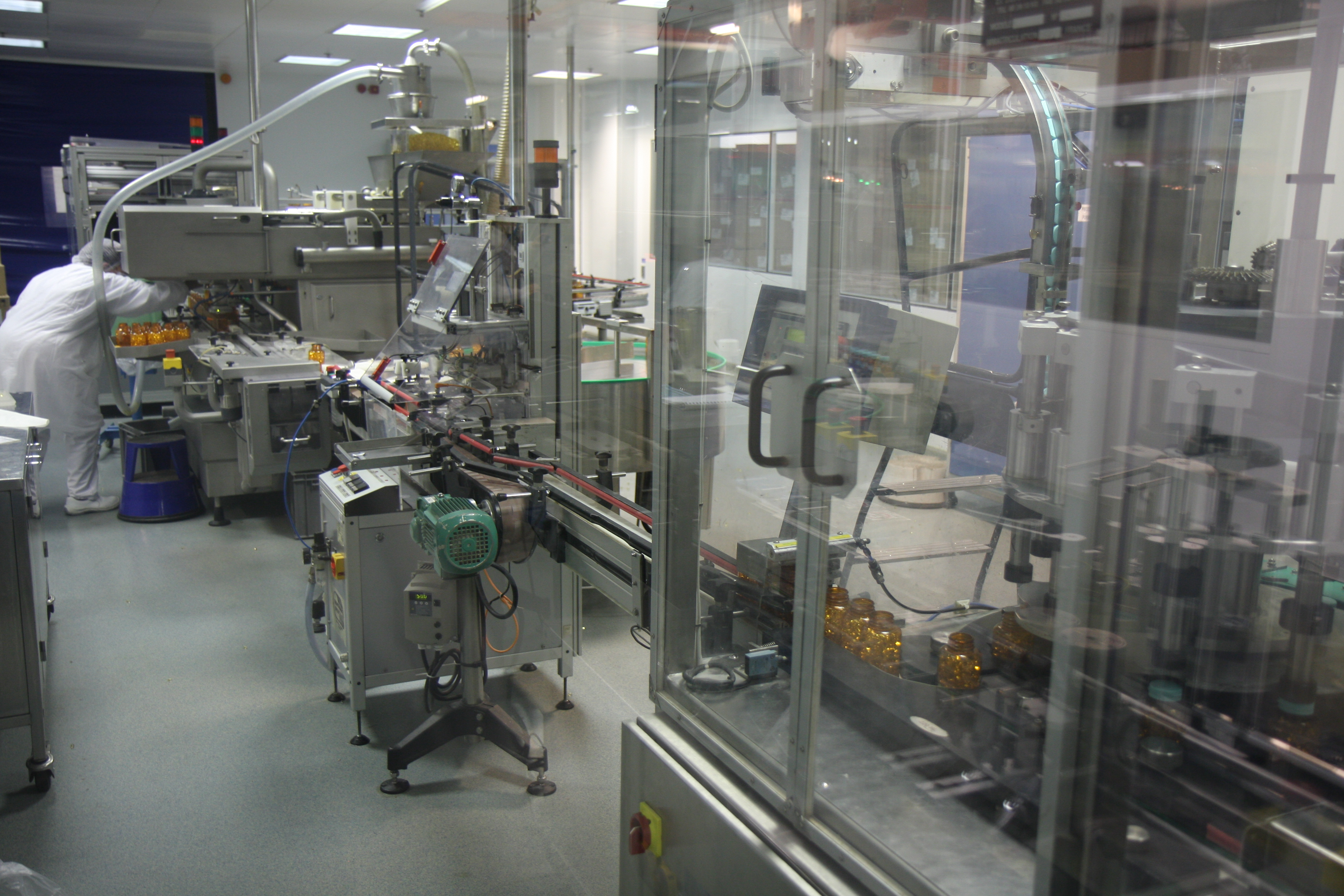
Ví dụ dòng bao bì dược phẩm
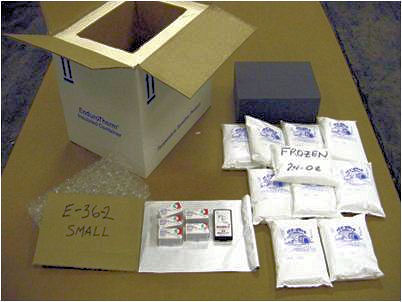
Lô hàng vắc-xin: hộp cách nhiệt PU, gói jell, màn hình tạm thời, vv